# 1982年アジア競技大会におけるバスケットボール競技
1982年アジア競技大会におけるバスケットボール競技（1982ねんアジアきょうぎたいかいにおけるバスケットボールきょうぎ）は11月19日から12月3日まで行われた。

## 男子

### 最終結果
| 順位 | 国               |
| ---- | ---------------- |
| 金   | 韓国             |
| 銀   | 中国             |
| 銅   | 日本             |
| 4    | フィリピン       |
| 5    | 北朝鮮           |
| 6    | クウェート       |
| 7    | マレーシア       |
| 8    | インド           |
| 9    | イラク           |
| 10   | バーレーン       |
| 11   | アラブ首長国連邦 |
| 12   | 南イエメン       |
| 13   | 北イエメン       |

## 女子

### 最終結果
| 順位 | 国     |
| ---- | ------ |
| 金   | 中国   |
| 銀   | 韓国   |
| 銅   | 日本   |
| 4    | 北朝鮮 |
| 5    | インド |